# Rick Strassman
Rick Strassman là phó giáo sư lâm sàng người Mỹ về tâm thần học tại Đại học Y khoa New Mexico. Ông đã có học bổng nghiên cứu về tâm sinh lý lâm sàng tại Đại học California San Diego và là Giáo sư Tâm thần học trong 11 năm tại Đại học New Mexico. Sau hai mươi năm gián đoạn, Strassman là người đầu tiên ở Hoa Kỳ thực hiện nghiên cứu về con người với các chất gây ảo giác, ảo giác hoặc gây mê với nghiên cứu về N, N-dimethyltryptamine. Ông cũng là tác giả của cuốn sách nổi tiếng "DMT: The Spirit Molecule" tóm tắt nghiên cứu học thuật của ông về DMT, các nghiên cứu thực nghiệm về chất này cũng bao gồm các phản ánh và kết luận của riêng ông dựa trên nghiên cứu khoa học này.

## Cuộc sống và giáo dục
Strassman sinh ra ở Los Angeles, California vào ngày 8 tháng 2 năm 1952. Ông tốt nghiệp trường trung học Ulysses S. Grant ở Van Nuys năm 1969. Ông bắt đầu học đại học về động vật học tại Đại học Pomona ở Claremont trong hai năm, trước khi chuyển sang Đại học Stanford., nơi ông tốt nghiệp danh dự khoa khoa học sinh học năm 1973. Ông tiếp tục nghiên cứu trong phòng thí nghiệm tại Stanford, trước khi theo học tại Đại học Y khoa Albert Einstein thuộc Đại học Yeshiva ở New York, nơi ông tốt nghiệp bằng MD với bằng danh dự khoa, chuyên ngành tâm thần học. Ông bắt đầu cư trú tâm thần chung tại Đại học California, Davis, nơi ông nhận được giải thưởng Sandoz cho cư dân tốt nghiệp xuất sắc năm 1981. Từ 1982 đến 1983, ông được đào tạo nghiên cứu sinh về nghiên cứu tâm sinh lý lâm sàng tại Đại học California, San Diego. Sau đó, ông phục vụ trong khoa lâm sàng của khoa tâm thần học tại Trung tâm y tế UC Davis, trước khi trở thành trợ lý giáo sư, khoa tâm thần học, tại Đại học Y khoa New Mexico ở Albuquerque năm 1984. Tại UNM, Tiến sĩ Strassman đã thực hiện nghiên cứu lâm sàng điều tra chức năng của tuyến tùng, trong đó nhóm nghiên cứu của ông đã ghi nhận vai trò đầu tiên được biết đến của melatonin ở người. Ông trở thành phó giáo sư lâm sàng về tâm thần học vào năm 1991. Ông đã xuất bản hơn 40 bài báo khoa học được đánh giá ngang hàng trong các lĩnh vực tâm sinh lý, thần kinh học, tâm thần học, thần kinh học và tâm thần kinh.

## Nghiên cứu sinh học phát triển
Là một đại học tại Đại học Stanford, làm việc trong phòng thí nghiệm sinh học phát triển của Tiến sĩ Norman K. Wessells, Strassman đã phát triển một mô hình mới để phát triển các tế bào thần kinh hạch gốc của phôi thai, lơ lửng trong ma trận thạch bán rắn, do đó cho phép đánh giá 3 chiều mô hình phát triển. Sử dụng mô hình này, ông đã phát hiện ra một mô hình tăng trưởng không ngẫu nhiên của cạnh đầu của các tế bào này.

## Nghiên cứu melatonin
Sự quan tâm của Strassman đối với sinh học của con người về các trạng thái ý thức bị thay đổi đã khiến ông nghiên cứu hormone melatonin tuyến tùng vào những năm 1980, tại thời điểm đó có dữ liệu gợi ý về tác dụng tâm sinh lý cao của hormone. Nghiên cứu này diễn ra tại Trường Y của Đại học New Mexico ở Albuquerque, New Mexico, nơi ông sau đó được thuê làm phó giáo sư tâm thần học. Đầu tiên, ông đã phát triển một mô hình ức chế melatonin suốt đêm bằng ánh sáng rực rỡ suốt đêm. Sau đó, ông đã thiết lập một giao thức truyền melatonin ngoại sinh thành công, sao chép mức melatonin nội sinh trong điều kiện ánh sáng mạnh. Sự ức chế ánh sáng suốt đêm của melatonin đã triệt tiêu máng nhiệt độ cơ thể bình thường trong khoảng 3-4 giờ sáng, thời gian của mức độ melatonin tối đa. Truyền melatonin ngoại sinh, sao chép mức độ nội sinh, trong điều kiện ánh sáng mạnh (trong đó melatonin nội sinh bị ức chế) tái lập máng bình thường của nhiệt độ cơ thể cốt lõi. Tuy nhiên, các hiệu ứng tâm sinh lý của Melatonin chỉ gây ngủ, khiến anh ta tập trung vào DMT trong công việc tương lai của mình.

## Nghiên cứu về DMT
Từ năm 1990 đến 1995, Strassman đã lãnh đạo một nhóm nghiên cứu lâm sàng được Chính phủ Hoa Kỳ phê duyệt và tài trợ tại Đại học New Mexico, nghiên cứu tác dụng của N, N-dimethyltryptamine (DMT) trên các đối tượng người trong điều kiện thí nghiệm. Nghiên cứu lâm sàng về DMT tiếp tục từ nghiên cứu của ông về hormone melatonin.
Các nghiên cứu của Strassman, diễn ra từ năm 1990 đến 1995 tại Trung tâm nghiên cứu lâm sàng chung của Bệnh viện Đại học New Mexico, nhằm mục đích điều tra thực nghiệm tác dụng của N, N-dimethyltryptamine (DMT), một loại thuốc gây ảo giác mạnh, được tìm thấy trong hàng trăm thực vật và mọi động vật có vú đã được nghiên cứu. DMT được sản xuất chủ yếu trong mô phổi của động vật có vú và liên quan đến chất dẫn truyền thần kinh của con người serotonin và hormone melatonin.
Theo kết quả nghiên cứu của mình, Strassman đã gọi DMT là "phân tử tinh thần" vì tác dụng của nó bao gồm nhiều đặc điểm của kinh nghiệm tôn giáo, như tầm nhìn, giọng nói, ý thức khinh miệt, cảm xúc mạnh mẽ, hiểu biết mới lạ và cảm giác có ý nghĩa quá lớn. Trong năm năm của dự án, ông đã quản lý khoảng 400 liều DMT cho gần năm chục tình nguyện viên của con người. Strassman là người đầu tiên quản lý hợp pháp các loại thuốc thần kinh cho người dân ở Hoa Kỳ sau 20 năm, và nghiên cứu của ông đã được coi là khởi đầu cho "sự phục hưng ảo giác", trong đó nhiều hợp chất ảo giác đã bắt đầu được nghiên cứu một cách khoa học từ đầu những năm 70 
Strassman đã mô tả các hiệu ứng sinh học và tâm lý trong các nghiên cứu đáp ứng liều đầu tiên của mình, các hiệu ứng phù hợp với việc kích hoạt các thụ thể serotonin trung tâm và/hoặc ngoại biên. Nhóm của ông đã xuất bản một bài báo đồng hành mô tả các hiệu ứng tâm lý và kết quả sơ bộ của thang đánh giá mới, Thang đánh giá ảo giác hoặc HRS. HRS đã nhận được sự chấp nhận rộng rãi trên khắp cộng đồng nghiên cứu quốc tế như là một công cụ nhạy cảm và cụ thể để đo lường tác động tâm lý của nhiều loại chất kích thích tâm lý, với hơn 45 bài báo ghi lại việc sử dụng nó vào giữa năm 2015. Một nghiên cứu DMT tiếp theo đã chứng minh sự thiếu khoan dung đối với các tác động tâm lý của các liều DMT được lặp lại gần nhau, làm cho DMT trở nên độc nhất trong số các ảo giác cổ điển.
Hơn một nửa số tình nguyện viên của Strassman đã báo cáo các cuộc gặp gỡ / tương tác sâu sắc với những người không phải là con người khi ở trong một trạng thái tách rời. Strassman đã phỏng đoán rằng khi một người sắp cận kề cái chết hoặc có thể khi ở trạng thái mơ, cơ thể giải phóng DMT với số lượng tương đối lớn, làm trung gian một số hình ảnh được báo cáo bởi những người sống sót sau trải nghiệm cận tử. Tuy nhiên, không có dữ liệu liên quan đến hoạt động DMT nội sinh với các trạng thái ý thức thay đổi không liên quan đến thuốc. Ông cũng đã đưa ra giả thuyết rằng tuyến tùng có thể hình thành DMT trong một số điều kiện nhất định, và vào năm 2013, các nhà nghiên cứu lần đầu tiên báo cáo DMT trong microdialysate của tuyến tùng của loài gặm nhấm.
Ông đã trình bày chi tiết nghiên cứu của mình trong cuốn sách DMT: The Spirit Molecule và ông đã đồng sản xuất một bộ phim tài liệu cùng tên dựa trên cuốn sách này. Strassman cũng đã tiến hành nghiên cứu tương tự bằng cách sử dụng psilocybin, một loại alkaloid ảo giác được tìm thấy trong nấm gây ảo giác. Trong các nghiên cứu chưa được công bố, ông đã dùng liều tới 1,1 mg / kg, gần gấp ba lần liều được coi là "psychedelic" trong nghiên cứu lâm sàng đương đại với hợp chất này.

## Mô hình tôn giáo để tích hợp kinh nghiệm DMT
Lấy cảm hứng từ tầm nhìn mà anh đã thấy trong những trải nghiệm đầu tiên của mình khi tham gia LSD vào đầu những năm 1970, Strassman bắt đầu nghiên cứu Phật giáo khi còn trẻ. Strassman đã được đào tạo 20 năm về Thiền tông và được xuất gia theo một trật tự Phật giáo phương Tây, và lãnh đạo một nhóm thiền theo trật tự. Tuy nhiên, công việc của ông với DMT khiến ông cảm thấy các mô hình Phật giáo có thể không phải là cách phù hợp nhất để chúng tôi giải thích và tích hợp các chiều kích tâm linh của trải nghiệm DMT:
"Tôi đã làm việc thông qua các phương pháp khác nhau để tìm hiểu kinh nghiệm của các tình nguyện viên DMT và thấy họ muốn. Mô hình tâm lý Phật giáo không ép buộc với dữ liệu - yếu tố "thực tế hơn thực tế" của kinh nghiệm của người tình nguyện (Phật giáo đề xuất những điều này tất cả các hiện tượng được tạo ra bởi tâm trí, chứ không phải là những quan sát "thực tế" về thực tại bên ngoài); [điều này] không làm gì để giải thích một sự giải thích tiến hóa thỏa đáng cho sự hiện diện của DMT trong cơ thể con người. "
Strassman gợi ý rằng những trải nghiệm DMT có thể gần giống với những gì được tìm thấy trong mô hình tiên tri của Kinh thánh Do Thái:
"Mô hình tiên tri của Kinh thánh tiếng Hê-bơ-rơ rất hấp dẫn bởi vì nó phù hợp với các báo cáo của các tình nguyện viên DMT. Ý thức về bản thân của một người được duy trì, có một thế giới tâm linh độc lập tự do bên ngoài. Người ta liên quan đến nội dung của trải nghiệm, thay vì bị hòa tan vào đó." 
Tuy nhiên, một số người tham gia thử nghiệm của Strassman cũng lưu ý rằng các thực thể khác có thể chủ quan giống với các sinh vật giống như côn trùng và người ngoài hành tinh. Kết quả là, Strassman đã viết về những trải nghiệm này trong số những người tham gia thử nghiệm của mình "cũng khiến tôi cảm thấy bối rối và lo lắng về việc phân tử tinh thần dẫn chúng ta đến đâu. Đến lúc này, tôi bắt đầu tự hỏi liệu tôi có vượt lên trên đầu mình không nghiên cứu. " Strassman còn đưa ra giả thuyết rằng các trải nghiệm DMT nội sinh có thể là nguyên nhân của các trải nghiệm bắt cóc người ngoài hành tinh.